# Nabiści

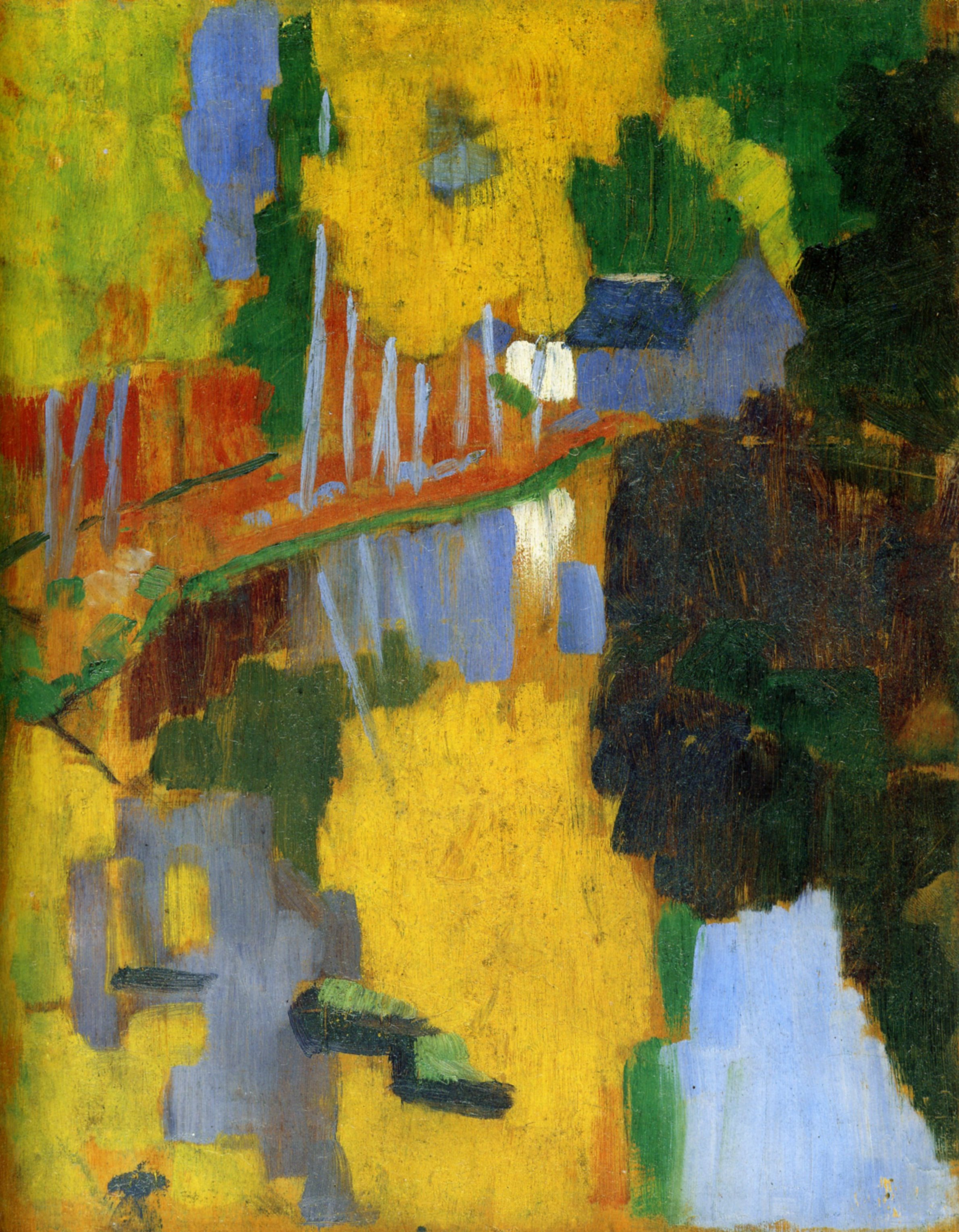
Paul Sérusier Talizman – sztandarowe dzieło nabizmu, 1888

Nabiści – grupa artystyczna, działająca we Francji w latach 1888–1899, stworzona przez Paula Sérusiera i Maurice'a Denisa. 
Nazwę nabistów utworzył lekarz, poeta i intelektualista Henri Cazalis od hebrajskiego słowa nabis oznaczającego proroka. Termin ten ukazywał paralelę pomiędzy sposobem, w jakim ci malarze zmierzali do ożywienia malarstwa (jako prorocy sztuki współczesnej) i sposobem, jakim starożytni prorocy odmłodzili Izrael. Nazwa ta prawdopodobnie powstała w wyniku tego, że „większość ich nosiła brody, niektórzy byli Żydami i wszyscy byli rozpaczliwie poważni”.
Artykuł M. Denisa z sierpnia 1890 pt. Definicja neotradycjonizmu drukowany w piśmie Sztuka i Krytyka (fr. Art et Critique) uważany był za manifest artystyczny tegoż kierunku. W swoim programie artystycznym artyści zauważyli, że w sztuce rzeczywistość ulega podwójnej deformacji: subiektywnej – ukazującej indywidualne uczucia twórcy i obiektywnej – łączącej w sobie poszukiwania artystyczne. Interesowali się muzyką, literaturą, filozofią, religiami świata. Inspirowali się sztuką Lautreca, Gauguina, Moreau, symbolizmu i prerafaelitów. Współpracowali z czasopismem La Revue blanche. Swoje obrazy umieszczali m.in. na wystawach Związku Artystów Niezależnych, w galerii Le barc de Boutteville. W marcu 1899 odbyła się ostatnia wystawa grupy.
Ich malarstwo charakteryzuje zazwyczaj głęboki koloryt, płaskość plamy barwnej, wyraźny kontur, dekoracyjność oraz inspiracje sztuką japońską. Odrzucali zasady akademickiego malarstwa uważając je za sztuczne i przesadnie odtwarzające pejzaże natury.
Do grupy nabistów należeli:
- Paul Sérusier (1863–1927)
- Maurice Denis (1870–1943)
- Pierre Bonnard (1867–1947)
- Édouard Vuillard (1868–1940)
- Henri Gabriel Ibels (1867–1936)
- Auguste Cazalis
- Paul Ranson (1864–1909)
- Jan Verkade (1868–1946)
- Aristide Maillol, rzeźbiarz (1861–1944)
- Félix Vallotton (1865–1925)
- Ker Xavier Roussel (1867–1944)

Jako grupa istnieli bardzo krótko, stanowili jednak znaczącą inspirację i mieli duży wpływ artystyczny na twórczość Matisse'a, kubistów, Balthusa, Kandinsky'ego, Mondriana i Czapskiego. W Polsce idee nabizmu wywarły szczególnie silny wpływ na artystów spod znaku krakowskiego ugrupowania "Sztuka".